# كلاود لينكس

## تعريف
كلاود لينكس (Cloud Linux) هو نظام تشغيل تجاري مخصص لتلبية احتياجات شركات استضافة مواقع الإنترنت لدعم المزيد من الميزات في بيئة الاستضافة المشتركة. حيث أن النظام يستخدم تقنية LVE من أجل توزيع موارد الخادم بشكل أكثر انضباطا بين المستخدمين على الخادم وذلك لتحقيق مبدا الاستخدام العادل للخدمة بين جميع المستخدمين على الخادم.

## التحويل من انظمة تشغيل أخرى (شبيهات يونكس) إلى كلاود لينكس
يمكن تحويل أي نظام تشغيل ليونكس (سينت أو إس وريدهات لينكس) على الأقل يمكن تحويلها إلى Cloud Linux وذلك من خلال تنفيذ اوامر الترقية التي تقوم بتحويل نظام التشغيل إلى كلاود لينكس وترقية كرينل نظام التشغيل لتدعم تقنية LVE حتى وان كان نظام التشغيل يخدم مجموعة من المستخدمين حاليا.